# Roquemaure (Gard)
Roquemaure is een gemeente in het Franse departement Gard (regio Occitanie). De plaats maakt deel uit van het arrondissement Nîmes. Roquemaure telde op 1 januari 2022 5.528 inwoners.

## Geschiedenis
De plaats werd voor het eerst vermeld in 1096. Het kasteel van Roquemaure was een bezit van de graven van Toulouse. In 1209 schonk graaf Raymond VI van Toulouse negen van zijn kastelen, waaronder dat van Roquemaure, aan de paus. Op het einde van de 13e eeuw werd de Comtat Venaissin gevormd. De gebieden op de rechteroever, waaronder Roquemaure, kwamen toe aan de Franse kroon. Het kasteel van Roquemaure was 90 meter lang en 60 meter breed en telde zeven torens. Het was een van de machtigste kastelen van de Franse koning in de Languedoc. Het kasteel werd deels vernield tijdens een beleg in 1590-1591. Daarna verloor het kasteel aan belang. Het had geen militaire functie meer en deed dienst al gevangenis en als metaalwerkplaats. Na de Franse Revolutie werd het kasteel verkocht en grotendeels afgebroken in de eerste helft van de 19e eeuw.
Paus Clemens V overleed op 20 april 1314 in het kasteel van Roquemaure.
Met de bouw van de voormalige kapittelkerk werd begonnen in 1329 onder leiding van kardinaal Bertrand de Pouget. Hij vond de kerk binnen de kasteelmuren te klein. Na twintig jaar viel de bouw van de grote kerk stil door geldgebrek. De bouw duurde daarna eeuwenlang, tot in de 19e eeuw. Aan het einde van de 14e eeuw kreeg Roquemaure een stadsmuur. Roquemaure was de hoofdplaats van de viguerie Côte du Rhône. Al in de middeleeuwen was de Côte du Rhône bekend voor zijn wijnen. Roquemaure had een belangrijke rivierhaven op de Rhône waar onder andere wijn werd verscheept. In de 19e eeuw was deze rivierhaven in onbruik geraakt. Halfweg de 19e eeuw werd spoorwegbrug over de Rhône gebouwd en kreeg Roquemaure een station. Hierdoor kon de plaatselijke wijn per spoor uitgevoerd worden. De uitbraak van de druifluisplaag vanaf 1866 betekende een economisch ramp voor de gemeente. In 1973 werd het station van Roquemaure gesloten.

## Geografie
De oppervlakte van Roquemaure bedroeg op 1 januari 2022 26,22 vierkante kilometer; de bevolkingsdichtheid was toen 210,8 inwoners per km². 
Roquemaure ligt op de rechteroever van de Rhône. De autosnelweg A9 loopt door de gemeente. In 2023 werd de heropening van het treinstation tegen 2025-2026 aangekondigd.

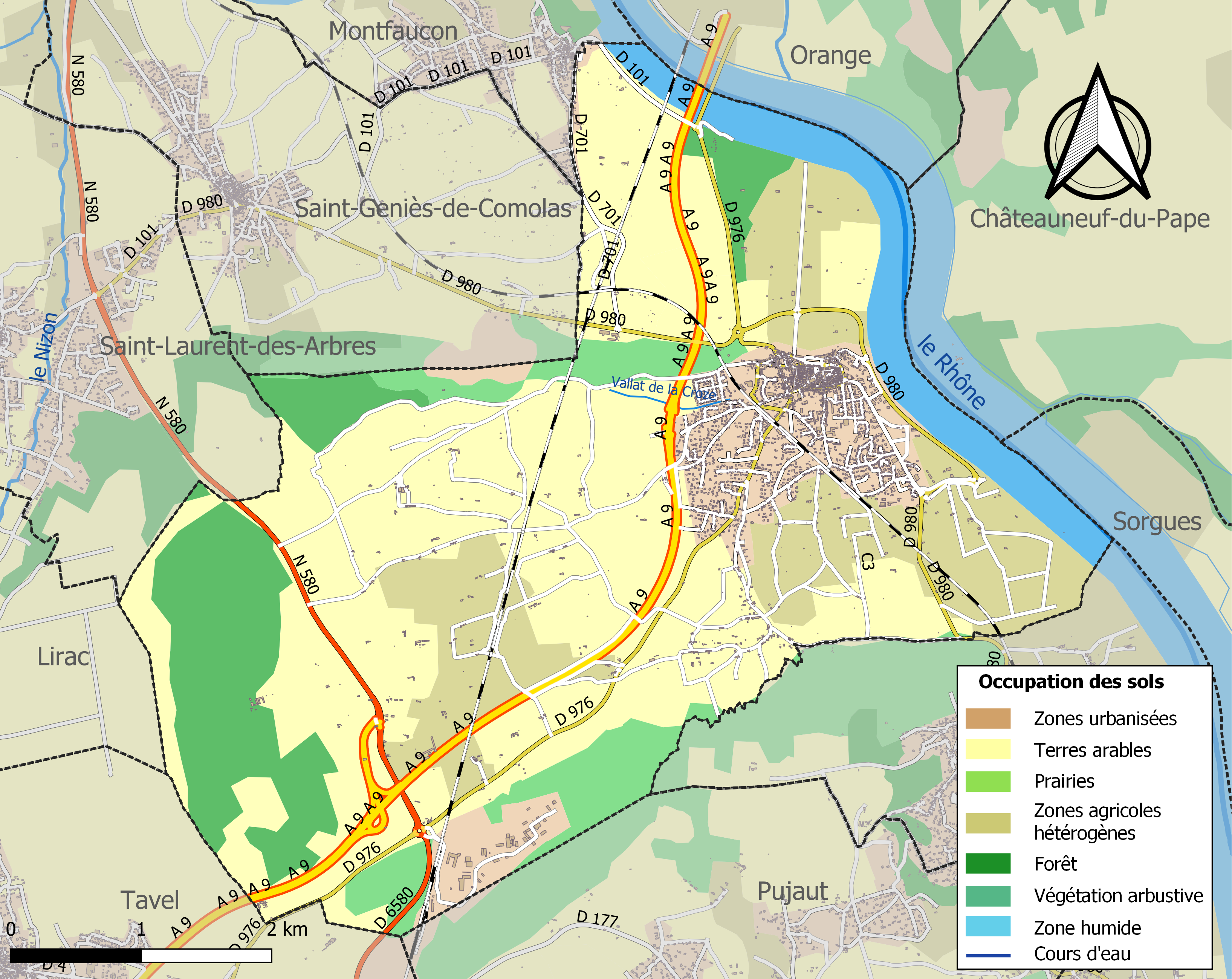
Kaart van de gemeente met belangrijkste infrastructuur, bodemgebruik en omliggende gemeenten

## Demografie
Onderstaande figuur toont het verloop van het inwonertal (bron: INSEE-tellingen).

## Bezienswaardigheden
Van het kasteel van Roquemaure resten nog maar twee van de oorspronkelijke zeven torens: De Tour Carrée en de Tour de la Reine.
Het gemeentehuis is gevestigd in het 18e-eeuwse Hôtel Chabert Guilleminet. De voormalige kapittelkerk Saint-Jean-Baptiste bezit een orgel van de gebroeders Jullien uit 1690. Dit werd in 1972 beschermd als monument historique. In de gemeente staan ook enkele historische kapellen:
- Saint-Joseph des Champs
- Saint-Sauveur de Truel[3]

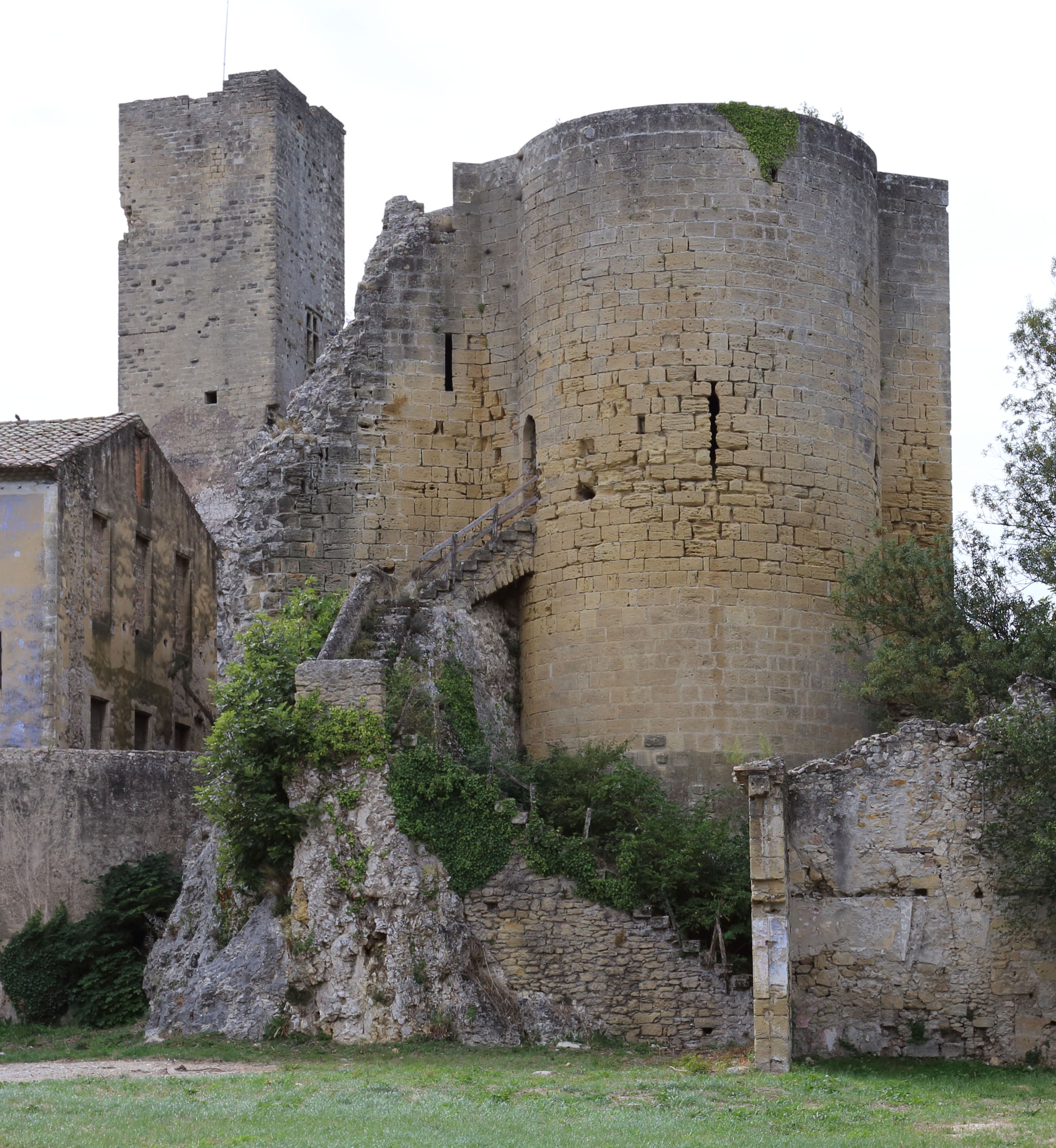
Kasteelruïne
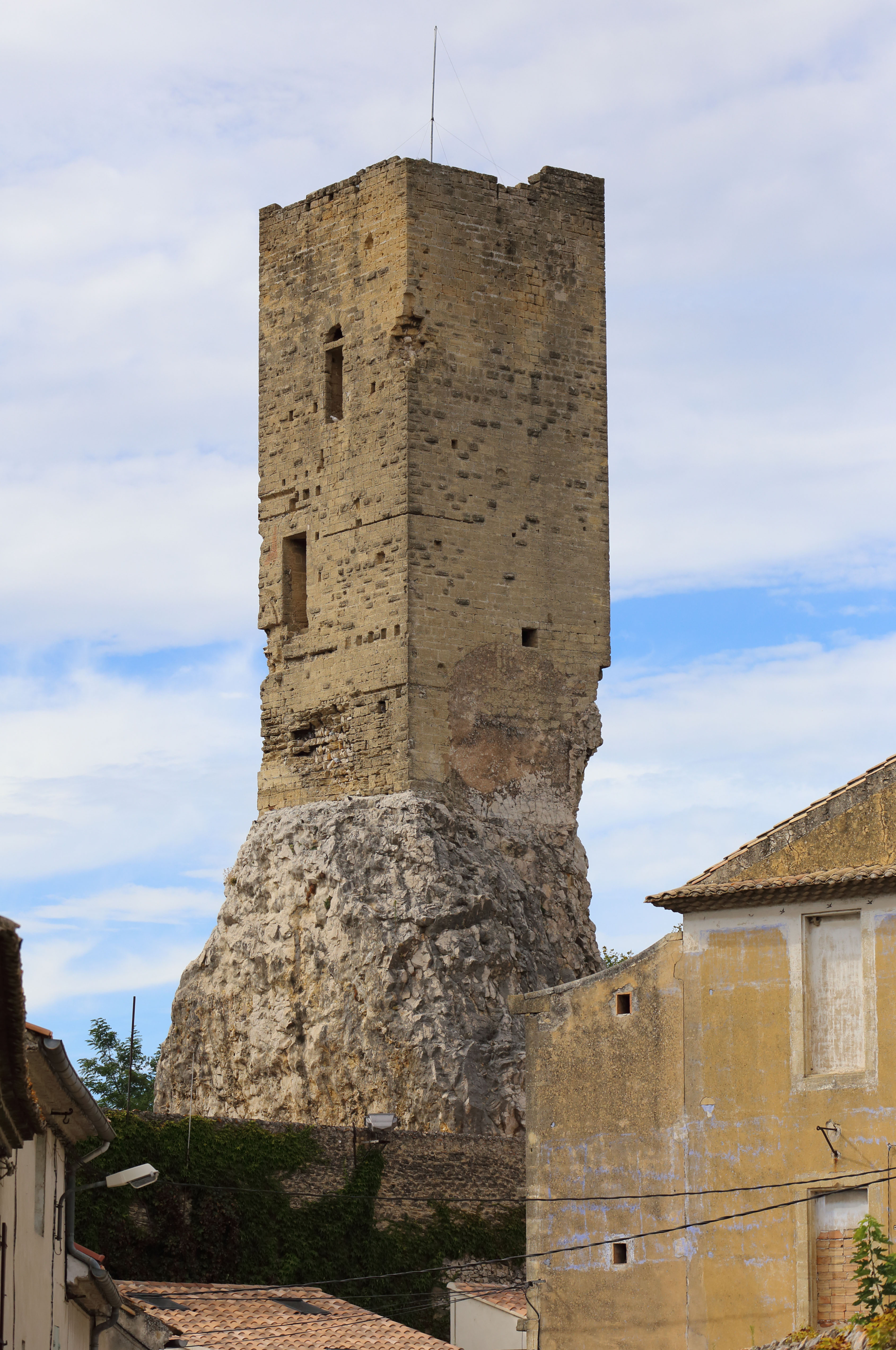
Tour Carrée
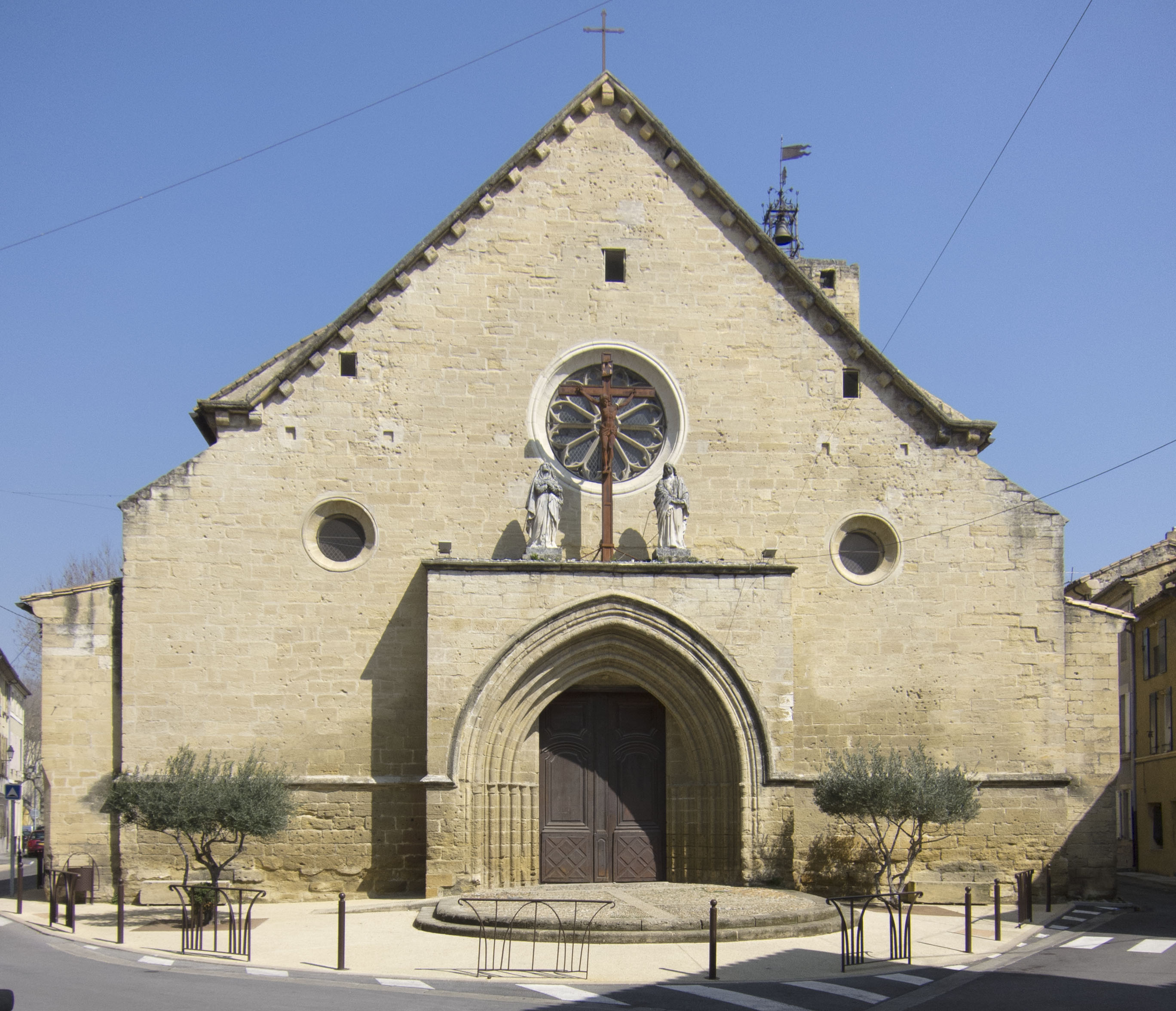
Kerk Saint-Jean-Baptiste
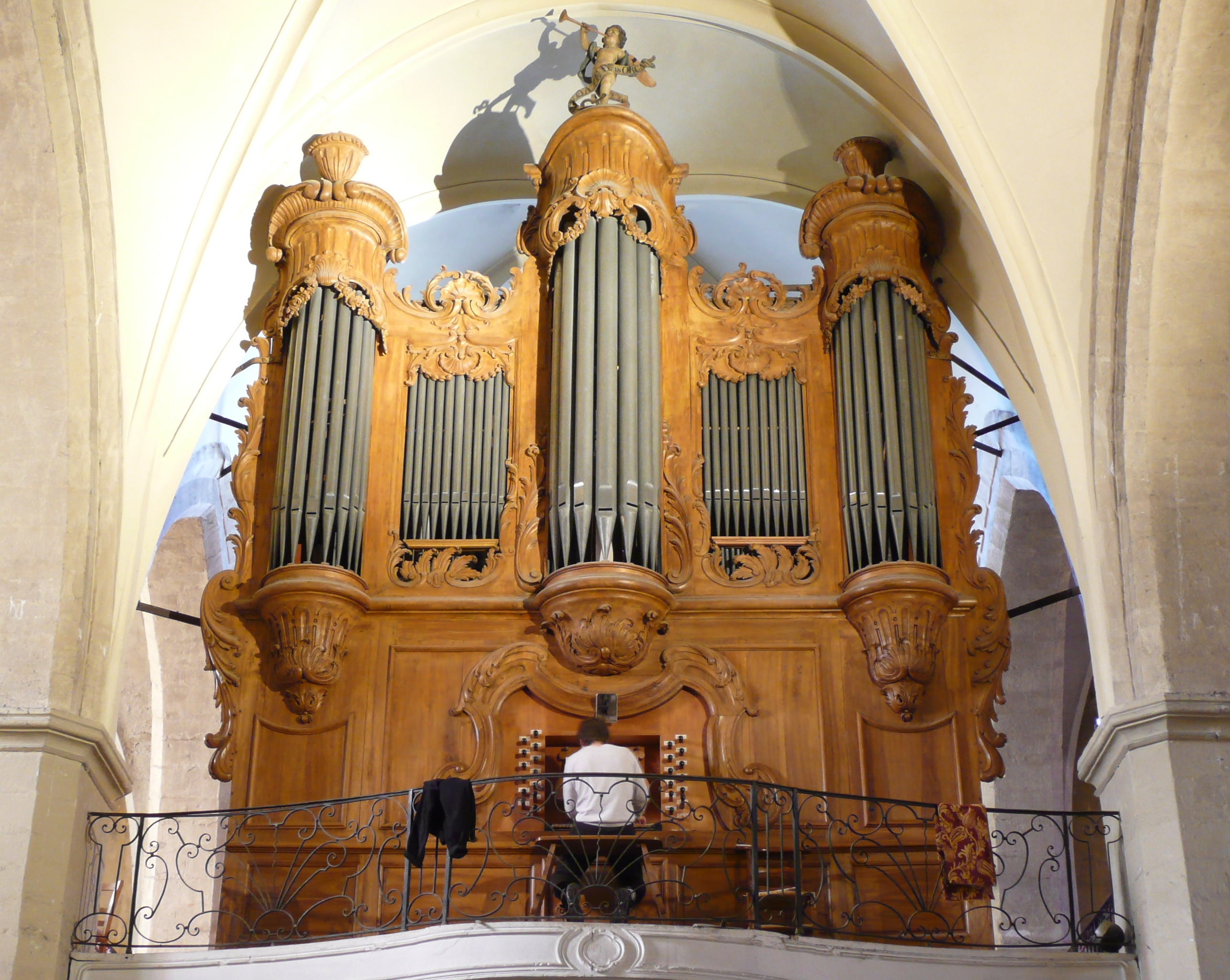
Jullien-orgel
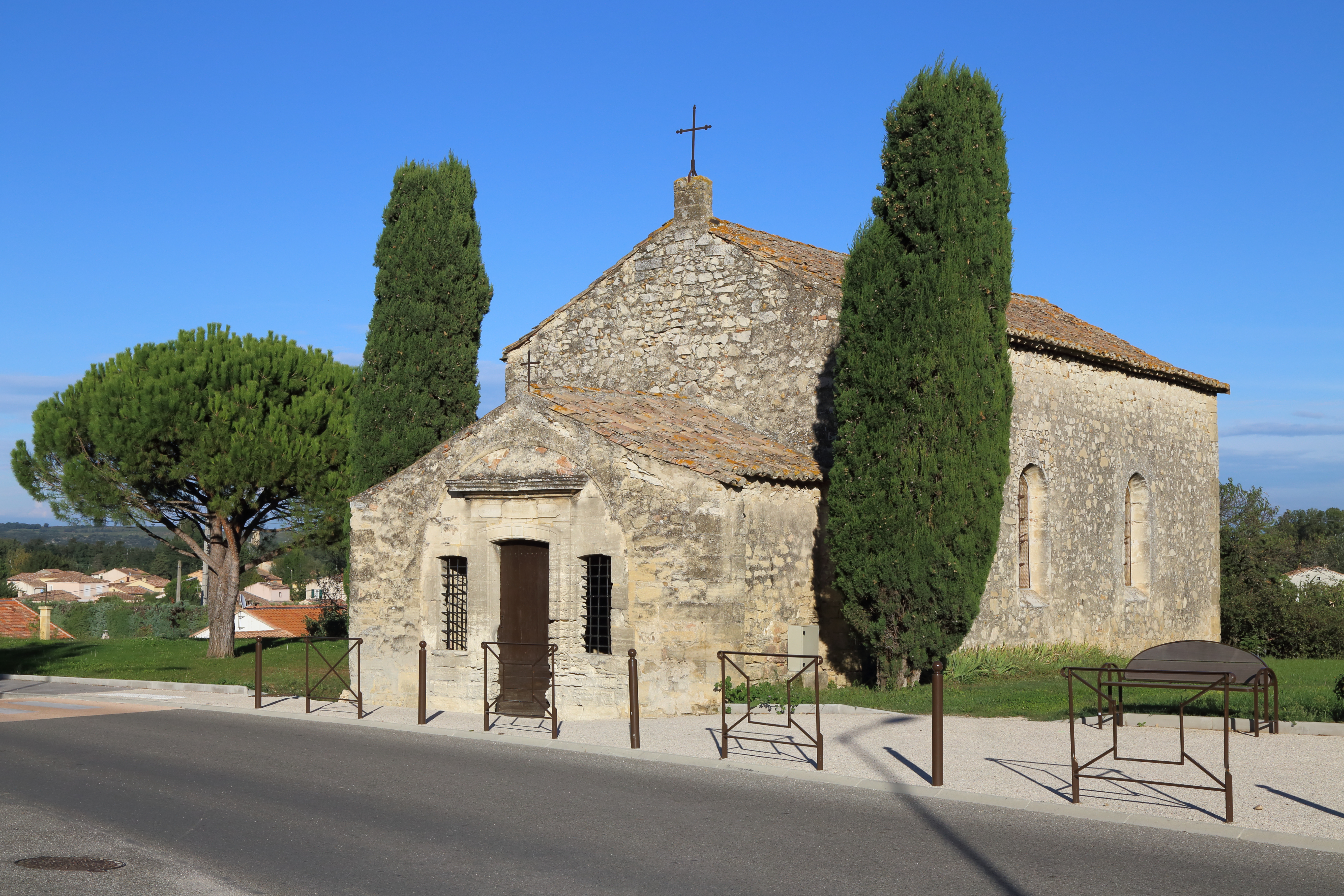
Kapel Saint-Joseph des Champs

## Geboren
- Louis Pierre de Cubières (1747-1821), botanicus
- Placide Cappeau (1808-1877), dichter
- Alphonse Borrelly (1842-1926), astronoom
- Humbert Clérissac (1864-1914), dominicaan en schrijver
- Marcel Blairat (1849-1891), kunstschilder